# Sexualkunde-Atlas
Der Sexualkunde-Atlas. Biologische Informationen zur Sexualität des Menschen war ein westdeutsches Schulbuch für den Sexualkundeunterricht. Er erschien im Juni 1969 im Auftrag von Käte Strobel, Bundesministerin für Gesundheitswesen, und wurde von der Bundeszentrale für gesundheitliche Aufklärung herausgegeben. Den Auftrag erhielt der C. W. Leske Verlag in Opladen. Ein Jahr zuvor, 1968, hatte die Kultusministerkonferenz erstmals länderübergreifende „Empfehlungen zur Sexualerziehung an Schulen“ vorgelegt. In der DDR gehörte die Sexualkunde seit 1947 unter dem Titel „Fortpflanzung“ als Teil des Biologieunterrichts zum Lehrplan.
Der Atlas umfasste 48 Seiten, die in zwölf Kapitel unterteilt waren. Er enthielt Themen wie Geschlechtsorgane, Befruchtung und Schwangerschaft. Ethische, soziale oder emotionale Aspekte wurden nicht behandelt. Kritische Themen wie zum Beispiel Homosexualität sowie Masturbation wurden ausgespart. Die Umschlaggestaltung stammte von dem Künstler Gernot Bubenik.

## Kritik
Die Kultusministerien der Länder reagierten skeptisch. Hildegard Hamm-Brücher kritisierte das Buch: „würde ich meiner 14jährigen Tochter nicht in die Hand geben“. Moniert wurde unter anderem auch der Naturalismus der Darstellungen.